# Ljungby (đô thị)
Đô thị Ljungby (Ljungby kommun) là một đô thị ở hạt Kronoberg, phía nam Thụy Điển, với thủ phủ là thị xã Ljungby.
Năm 1971, thành phố Ljungby (1936-1970) đã được hợp nhất với các đô thị nông nghiệp xung quanh để lập đô thị hiện nay. Năm 1974, có một cuộc điều chỉnh nhỏ địa giới. Có 19 đơn vị gốc trong khu vực.
Đô thị Ljungby có hồ lớn thứ 10 ở Thụy Điển, hồ Bolmen nằm ở tây bắc.
Thời kỳ Viking, người Viking đã đi theo Lagan và sinh sống ở các khu vực gần đó, một trong những khu vực đó thuộc đô thị Ljungby ngày nay.

## Đơn vị dân cư trực thuộc
Có 8 khu vực đô thị (cũng gọi là Tätort hay đơn vị địa phương) ở đô thị Ljungby.
Bảng dưới đây liệt kê các đơn vị trực thuộc của đô thị này theo quy mô dân số thời điểm 31 tháng 12 năm 2005. Thủ phủ được bôi đậm.
| # | Địa phương | Dân số |
| - | ---------- | ------ |
| 1 | Ljungby    | 14,810 |
| 2 | Lagan      | 1.751  |
| 3 | Ryssby     | 689    |
| 4 | Lidhult    | 635    |
| 5 | Kånna      | 365    |
| 6 | Vittaryd   | 306    |
| 7 | Angelstad  | 276    |
| 8 | Agunnaryd  | 215    |